# Bournemouth Bobcats

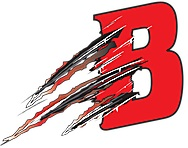
Stemma del club

I Bournemouth Bobcats sono una squadra di football americano di Bournemouth, in Inghilterra.

## Storia
Fondati nel 1984 col nome di Poole Sharks, cambiarono più volte nome nel giro di circa un anno (prima diventando Dorset Broncos, poi Wessex Wildcats) per poi assumere il nome di Bournemouth Bobcats. Hanno vinto un titolo britannico di secondo livello. Hanno chiuso nel 1991 e sono stati rifondati nel 2009.

## Dettaglio stagioni

### Amichevoli
| Stagione | Vin | Par | Per | Tot | PF | PS | avversaria       |
| -------- | --- | --- | --- | --- | -- | -- | ---------------- |
| 1987     | 1   | 0   | 0   | 1   | 34 | 8  | Australia        |
| 1991     | 1   | 0   | 0   | 1   | 30 | 12 | Unione Sovietica |
| Totale   | 2   | 0   | 0   | 2   | 64 | 20 |                  |

### Tornei nazionali

#### Campionato

##### Tabella 1984
| Stagione | regular season | regular season | regular season | regular season | regular season | regular season | playoff | playoff | playoff | playoff | playoff | playoff   | playoff    |
|          | Vin            | Par            | Per            | Tot            | PF             | PS             | Vin     | Per     | Tot     | PF      | PS      | risultato | avversaria |
| -------- | -------------- | -------------- | -------------- | -------------- | -------------- | -------------- | ------- | ------- | ------- | ------- | ------- | --------- | ---------- |
| 1984     | 1              | 0              | 8              | 9              | 34+?           | 207+?          | -       | -       | -       | -       | -       | -         | -          |
| 1984     | 1              | 1              | 0              | 2              | 6+?            | 6+?            | -       | -       | -       | -       | -       | -         | -          |
| Totale   | 2              | 1              | 8              | 11             | 40+?           | 213+?          | -       | -       | -       | -       | -       |           |            |

Fonti: Enciclopedia del Football - A cura di Massimo Mezzetti

##### Budweiser League Premier Division/BAFA NL National
| Stagione | regular season | regular season | regular season | regular season | regular season | regular season | playoff | playoff | playoff | playoff | playoff | playoff   | playoff       |
|          | Vin            | Par            | Per            | Tot            | PF             | PS             | Vin     | Per     | Tot     | PF      | PS      | risultato | avversaria    |
| -------- | -------------- | -------------- | -------------- | -------------- | -------------- | -------------- | ------- | ------- | ------- | ------- | ------- | --------- | ------------- |
| 1987     | 8              | 0              | 2              | 10             | 352            | 118            | 3       | 0       | 3       | 101     | 28      | Campioni  | Leeds Cougars |
| 2014     | 5              | 0              | 5              | 10             | 239            | 213            | -       | -       | -       | -       | -       | -         | -             |
| Totale   | 13             | 0              | 7              | 20             | 591            | 331            | 3       | 0       | 3       | 101     | 28      |           |               |

Fonti: Enciclopedia del Football - A cura di Massimo Mezzetti

##### BAFA NL Division One
| Stagione | regular season | regular season | regular season | regular season | regular season | regular season | playoff | playoff | playoff | playoff | playoff | playoff   | playoff    |
|          | Vin            | Par            | Per            | Tot            | PF             | PS             | Vin     | Per     | Tot     | PF      | PS      | risultato | avversaria |
| -------- | -------------- | -------------- | -------------- | -------------- | -------------- | -------------- | ------- | ------- | ------- | ------- | ------- | --------- | ---------- |
| 2022     | 7              | 0              | 3              | 10             | 148            | 107            | -       | -       | -       | -       | -       | -         | -          |
| Totale   | 7              | 0              | 3              | 10             | 148            | 107            | -       | -       | -       | -       | -       |           |            |

Fonti: Enciclopedia del Football - A cura di Massimo Mezzetti

##### BAFA NL Division Two
| Stagione | regular season | regular season | regular season | regular season | regular season | regular season | playoff | playoff | playoff | playoff | playoff | playoff   | playoff    |
|          | Vin            | Par            | Per            | Tot            | PF             | PS             | Vin     | Per     | Tot     | PF      | PS      | risultato | avversaria |
| -------- | -------------- | -------------- | -------------- | -------------- | -------------- | -------------- | ------- | ------- | ------- | ------- | ------- | --------- | ---------- |
| 2015     | 4              | 0              | 6              | 10             | 187            | 232            | -       | -       | -       | -       | -       | -         | -          |
| 2016     | 7              | 0              | 3              | 10             | 229            | 156            | -       | -       | -       | -       | -       | -         | -          |
| 2017     | 3              | 0              | 7              | 10             | 217            | 254            | -       | -       | -       | -       | -       | -         | -          |
| 2018     | 3              | 1              | 4              | 8              | 165            | 125            | -       | -       | -       | -       | -       | -         | -          |
| Totale   | 17             | 1              | 20             | 38             | 798            | 767            | -       | -       | -       | -       | -       |           |            |

Fonti: Enciclopedia del Football - A cura di Massimo Mezzetti

### Riepilogo fasi finali disputate
| Anno              | Luogo   | Evento                            | Fase del torneo | Incontro                            | Risultato |
| 13 settembre 1987 | Cardiff | Budweiser League Premier Division | Premier Bowl    | Leeds Cougars - Bournemouth Bobcats | 6 - 43    |

## Palmarès
- 1 Campionato britannico di secondo livello (1987)